# Желтоголовая мохуа
Желтоголовая мохуа (лат. Mohoua ochrocephala) — маленькая насекомоядная птица из семейства Mohouidae. Эндемик новозеландского острова Южный.
Желтоголовая мохуа развивалась на острове Южный, тогда как белоголовая мохуа на острове Северный и нескольких маленьких близлежащих островах. Ещё в 1800-е годы вид был распространён, особенно в буковых лесах Нельсона и Марлборо вплоть до региона Саутленд и острова Стьюарт. В начале 20-го века популяция вида сильно сократилась из-за занесённых крыс и куниц. Сегодня вид исчез из 75% своей первоначальной области распространения. В Новой Зеландии вид получил охранный статус находящегося под угрозой, вид классифицируется МСОП как близкий к уязвимому положению. Для сохранения вида желтоголовая мохуа была поселена на нескольких свободных от хищников островах, таких как Breaksea Island в Национальном парке Фьордленд и на Ulva Island.
Желтоголовая мохуа изображена на обратной стороне 100-долларовой купюры Новой Зеландии.